# دفنة ساميلي
دفنة ساميلي (بالتركية: Defne Samyeli)‏ (17 مارس 1972 - )؛ مقدمة برامج ومذيعة إخبارية، عارضة أزياء ممثلة ومغنية تركية.

## المسلسلات
- وادي الذئاب (مسلسل تلفزيوني) (2015)
- جانبي الإيسر (مسلسل تلفزيوني) (2020-2021)

## روابط خارجية
- الموقع الرسمي
- http://kelebekgaleri.hurriyet.com.tr/galeridetay/96187/2368/3/defne-samyeli-bilinmeyenlerini-izzet-capaya-anlatti
- imdb